# Сюаньтун
Сюаньту́н (кит.: 宣統; піньїнь: Xuāntǒng) або Ґехунгґе́ йосо́ (маньчж.: Gehungge yoso)  — девіз правління в 1909—1911 роках імператора Пуї династії Цін. Значення — «Добре правління». Останній девіз правління цієї династії.

## Таблиця років
| Роки Сюаньтун           | 1    | 2    | 3    |
| Григоріанський календар | 1909 | 1910 | 1911 |
| Шістдесятирічний цикл   | 己酉 | 庚戌 | 辛亥 |